# Gerhard Bopp
Gerhard „Bimbo“ Bopp (* 6. Januar 1949 in Mainz; † 14. Juli 2023 ebenda) war ein deutscher Fußballspieler. Der Offensivspieler „Bimbo“  Bopp zählt zu den Vereinslegenden des 1. FSV Mainz 05, für den er in insgesamt elf Jahren zwischen 1967 und 1985 in 342 Liga- und Pokalspielen 182 Tore erzielte. Für keinen anderen Spieler in der Vereinsgeschichte der Mainzer sind bis jetzt mehr Treffer belegt.

## Sportliche Laufbahn
Bopp debütierte als 18-Jähriger in der Mainzer Regionalligamannschaft. Bereits im zweiten Einsatz gelang ihm das erste Tor. Von einer fünfwöchigen Verletzungspause abgesehen verpasste Bopp kein einziges Spiel der Saison 1967/68. 1970 verließ Bopp die Mainzer, kam aber nach den Stationen SC Opel Rüsselsheim, TSV 1860 München, SSV Jahn Regensburg und SpVgg. Fürth in der Winterpause 1975/76 zu seinem Stammverein zurück, dem er abgesehen von einer Saison beim Nachbarn FVgg. Kastel 06 (1980/81) bis 1985 treu blieb. Nach drei weiteren Stationen bei unterklassigen Vereinen im Großraum Mainz beendete Bopp 1988 seine Karriere.

### Erfolge
Seine erfolgreichste Zeit hatte Bopp um 1980. In den Jahren 1977 und 1978 wurde er mit 29 bzw. 39 Treffern Torschützenkönig der Amateurliga Südwest. Vom 31. August bis zum 2. Oktober 1977 gelang Bopp in acht aufeinanderfolgenden Spielen jeweils mindestens ein Treffer. 1982 wurde er mit den 05ern deutscher Amateurmeister, 1978 Meister der Amateurliga Südwest, 1980 und 1982 Südwestpokalsieger.

### Möglicher Rekordtorjäger
Aufgrund der schlechten Quellenlage in den ersten 20 Jahren der Mainzer Vereinsgeschichte lässt sich nicht mit Sicherheit sagen, dass Bopp tatsächlich der Rekordtorjäger der 05er ist. Einziger Konkurrent ist Paul Lipponer, der von 1925 bis 1931 in 109 Partien 95 Pflichtspieltore erzielt, aber ab 1919 bis zu 108 weitere Spiele für die Mainzer absolviert haben könnte. Sollte er, was angesichts seiner Trefferquote denkbar ist, in dieser Zeit weitere 83 Treffer erzielt haben, würde Lipponer vor Bopp liegen.

## Weiterer Werdegang
Bis Mitte 2015 arbeitete Bopp neben seiner Fußballkarriere bei einem Mainzer Autohaus als Neuwagenverkäufer. Er spielte bei einer Altherrenmannschaft auf dem Gelände des TV Mainz 1817 sowie bei der Traditionsmannschaft des 1. FSV Mainz 05 Fußball. Er lebte zuletzt im rheinhessischen Harxheim; er war an Demenz erkrankt. „Bimbo“ Bopp starb am 14. Juli 2023 im Alter von 74 Jahren.